# ألكساندر كلفز
ألكساندر كلفز (بالألمانية: Alexander Klaws)، ولد بتاريخ 3 سيبتمبر 1983، في ألين بولاية شمال الراين – وستفاليا في ألمانيا. مغني بوب ألماني، اشتهر بعد مشاركته في برنامج ألمانيا تبحث عن سوبر ستار، وهو النسخة الألمانية من البرنامج البريطاني بوب أيدول.

## حياته

### نشأته
عاش ألكساندر طفولة عاديه مع والديه ريتشارد وهلديجارد، وأخته الكبرى ميلاني (1980). كان ألكساندر مهووسا بكرة القدم في طفولته، وما زال يلعبها متى ما سنحت له الفرصة. حصل ألكساندر على أول هدية موسيقية وهو ما يزال في المرحلة الابتدائية. في عمر العاشرة كان الظهور الأول لألكساندر في التلفزيون الألماني الوطني، في 13 من عمره تلقى ألكساندر دروسا في البيانو والفوكال ليمرن صوته.

### مسيرته المهنية
في عام 2002 شارك كلفز في الموسم الأول لبرنامج ألمانيا تبحث عن سوبر ستار، ومنذ بدايات العرض توقع العديد من المراقبين أن يتمكن من الوصول للمراحل النهائية من البرنامج، تمكن ألكساندر من التأكيد على شعبيته في البرنامج عندما أدى ببراعة أغنية روبي وليمز (ملائكة). وتمكن في النهاية من الفوز على جوليته شوبمان بحصوله على 70 بالمائة من الأصوات. بقي هذا الرقم في نسبة المصوتين بالبرنامج صامدا حتى عام 2007 عندما فاز مارك ميدلوك بـ 78 بالمائة من أصوات الجمهور في الموسم الرابع. وألكساندر أيضا واحد من اثنين فقط الذين لم يتم وضعهم في قائمة الترشيحات للخروج منذ الموسم الأول للبرنامج.
الأغنية المنفردة الأولى التي قام ألكساندر بغنائها (خذيني الليلة)، والتي قام بكتابتها، وتلحينها المحكم في البرنامج ديتر بولن، احتلت المركز الأول في قائمة الأغاني المنفردة في كل من ألمانيا وسويسرا وتم بيع مليون نسخة منها، وأصبحت ثالث أكثر الأغاني المنفردة في تلك السنة، ألحق ألكساندر هذا النجاح بنجاح آخر بعد أن أصدر أليومه الغنائي الأول (خذي فرصتك)، ليعود في نهاية العام ويتصدر قوائم الغناء بأغنيته المنفردة (حر كالريح)، التي قام بغنائها لصالح فيلم من انتاح التلفزيون الألماني بعنوان (البطل المحارب).
في عام 2004 عاد كلفز بألبومه الثاني والذي يحمل عنوان (ها أنا ذا)، حقق الألبوم المركز الأول في قائمة الأليومات الغنائية في ألمانيا، لكنه فشل في البقاء.
في عام 2006 عاد ألكساندر مرة أخرى بأغنية منفردة حملت عنوان (لا تشبهك)، كما أصدر ألبومه الثالث (انتباه!)، كل من الألبوم والأغنية المنفردة ظلت في قائمة أفضل عشرين في ألمانيا.
في عام 2007 قام ألكساندر بأدء دور ألفرد في مسرحية رومان بولانسكي رقصة فامبيرز، كما يستعد لإطلاق ألبومه الرابع، والذي سيكون باللغة الألمانية.

## روابط خارجية
- ألكساندر كلفز على موقع IMDb (الإنجليزية)
- ألكساندر كلفز على موقع ميوزك برينز (الإنجليزية)
- ألكساندر كلفز على موقع أول ميوزيك (الإنجليزية)
- ألكساندر كلفز على موقع ديسكوغز (الإنجليزية)
- ألكساندر كلفز على موقع قاعدة بيانات الفيلم (الإنجليزية)